# Zeta Reticuli
Zeta Reticuli (ζ Ret, ζ Reticuli) é uma estrela binária na Constelação de Reticulum. Em boas condições de visualização, o par pode ser visto a olho nu como uma estrela dupla. Com base em medições de paralaxe, este sistema está a uma distância de cerca de 39 anos-luz (12 parsecs) da Terra. Ambas as estrelas são anãs amarelas muito parecidas com o Sol. Elas pertencem ao Grupo Zeta Herculis de estrelas que compartilham uma origem comum. Nenhum planeta é conhecido ao redor das estrelas, embora Zeta2 Reticuli seja orbitada por um disco circunstelar.
Essas estrelas ficaram mais conhecidas depois da suposta abdução de Betty e Barney Hill em 1961. Betty Hill afirmou sob hipnose que os aliens, conhecidos como greys, a haviam mostrado uma espécie de mapa e indicado a ela de onde eles vinham, Betty desenhou o que ela foi capaz de se lembrar. Ao ser estudado por astrônomos o mapa pareceu indicar como a "casa" dos alienígenas essas duas estrelas.

## Características
A uma declinação de −62°, este sistema não é visível da latitude da Inglaterra de +53°, então nunca recebeu uma designação de Flamsteed no livro de 1712 de John Flamsteed Historia Coelestis Britannica. A designação de Bayer para este sistema, Zeta (ζ) Reticuli, foi criada  em um mapa estelar de 1756 pelo astrônomo frânces Nicolas Louis de Lacaille. Mais tarde, as duas estrelas receberam designações separadas no Cape Photographic Durchmusterung, que foi feito entre 1859 e 1903, e então no Catálogo Henry Draper, publicado entre 1918 e 1924.
As duas estrelas estão localizadas a distâncias similares do Sol e compartilham o mesmo movimento pelo espaço, confirmando que estão ligadas gravitacionalmente e formam um sistema estelar binário. Elas têm uma separação angular de 309,2 segundos de arco (5,2 minutos de arco); distantes o suficiente uma da outra para aparecerem como um par de estrelas separadas a olho nu em céus escuros. A distância entre as duas estrelas é de no mínimo 3 750 UA, então seu período orbital é de 170 000 anos ou mais.
Ambas as estrelas têm características físicas parecidas à do Sol. ζ1 tem uma classificação estelar de G3−5V e ζ2 de G2V, igual à do Sol. ζ1 tem 96% da massa solar e 84% do raio solar. ζ2 é um pouco maior e mais luminosa, com 99% da massa solar e 88% do raio solar. As duas estrelas são um pouco deficientes em metais, tendo apenas 60% da proporção de elementos além de hidrogênio e hélio do Sol. Por razões desconhecidas, elas têm uma abundância anormalmente baixa de berílio. As duas estrelas são anormais também por terem uma luminosidade menor do que é normal para estrelas da sequência principal de sua idade e temperatura superficial. Isto é, elas estão abaixa da linha de sequência principal no diagrama de Hertzsprung-Russell. A maioria das estrelas evoluem para cima dessa curva conforme ficam velhas.
ζ1 tem um nível intermediário de atividade magnética em sua cromosfera. Embora a cinemática do sistema sugere que ele pertence a uma população de estrelas velhas, as propriedades das cromosferas das estrelas sugerem que elas têm uma idade aproximada de apenas dois bilhões de anos.
Em 20 de setembro de 1996, uma suposta descoberta de um planeta Júpiter quente ao redor de ζ2 foi anunciada, mas a descoberta foi rapidamente refutada quando foi mostrado que o sinal era causado por pulsações estelares... Em 2002, ζ1 foi examinada no comprimento de onda infravermelho de 25 μm, mas nenhuma indicação de excesso de radiação infravermelha foi achada. Em 2007, o Telescópio Espacial Spitzer foi usado para achar um excesso de radiação infravermelha num comprimento de onda de 70 μm em volta de ζ2 Essa radiação é provavelmente emitida por um disco circunstelar de detritos com uma temperatura média de 150 K (−123 °C) que está orbitando a estrela a uma distância de 4,3 UA. Em 2010, o Observatório Espacial Herschel, à busca de discos de detritos análogos ao cinturão de Kuiper ao redor de estrelas como o Sol, detectou sinais de um possível disco com um semieixo maior de cerca de 100 UA ao redor de ζ2
Este sistema estelar pertence ao Grupo Zeta Herculis de estrelas que compartilham um movimento comum pelo espaço, sugerindo origem comum. No sistema galáctico de coordenadas, os componentes [U, V, W] da velocidade espacial deste sistema são de [−70,2, −47,4, +16,4] km/s para ζ1 e [−69,7, −46,4, +16,8] km/s para ζ2. O sistema está seguindo uma órbita pela Galáxia que tem uma excentricade de 0,24. Essa órbita leva o sistema a uma distância entre 17,4 mil anos-luz (5,33 kpc) e 28,6 mil anos-luz (8,77 kpc) do centro da Galáxia. A inclinação da órbita leva o sistema a uma distância de até 1 300 anos-luz (0,4 kpc) do plano da Galáxia. Isso provavelmente coloca o sistema fora da população de estrelas do disco espesso.